# Otto Wilhelm von Struve
Otto Wilhelm von Struve (Tartu, 7. svibnja 1819. (julijanski kalendar: 25. travnja) – Karlsruhe, 14. travnja 1905.), ruski astronom iz poznate baltičke njemačke obitelji astronoma Struve. U ruskim tekstovima naziva ga se Otto Vasil'evič Struve (Отто Васильевич Струве). Zajedno s ocem Friedrichom smatra ga se prominentnim astronom 19. stoljeća koji je vodio Pulkovsku zvjezdarnicu između 1862. i 1889. godine. Bio je vodeći član Ruske akademije znanosti.
Dobitnik je visokih državnih nagrada, član nizozemske i švedske akademije znanosti i umjetnosti i inozemni član Kraljevskog društva. Asteroid 768 Struveana nazvan je po njemu, Friedrichu Georgu Wilhelmu i Karlu Hermanu Struveu;, a Mjesečev krater Struve dobio je ime po trojici astronoma iz ove obitelji: Friedrichu Georgu Wilhelmu, Ottu Wilhelmu i Ottu. Struveov geodetski luk uvršten je na popis Svjetske baštine 2005. godine.
Ottov unuk Otto Struve (1897. – 1963.) bio je poznati ukrajinsko-američki astronom. 